# Hosszúszabadi
 Hosszúszabadi (románul: Ohaba Lungă, németül: Ohabalunga) községközpont Romániában, a Bánságban, Temes megyében. Az első világháborúig Krassó-Szörény vármegye Bégai járásához tartozott.

## Nevének változásai
1839 Ohaba-Rumunyast, 1851,1890 Ohaba-Lunga, 1863,1900 Ohabalunga, 1873 Ohaba lunga. 1880 Ohaba-Lunka, 1920 Ohaba-lungă.

## Népessége
- 1900-ban 2822 lakosából  2751 volt román, 44 magyar, 19 német és 8 szerb  anyanyelvű; 2567 ortodox, 184 görögkatolikus, 38 római katolikus, 27 zsidó, 4 evangélikus és 2 református vallású.
- 2002-ben az 1225 lakosából  1168 volt román, 35 cigány, 12 ukrán és 10 magyar, 1003 ortodox, 181 pünkösdista, 38 baptista és 3 adventista vallású.